# 洗车河
洗车河，是位於中国湖南省龍山縣的一条河流，汇入酉水，属于沅江水系。河长86千米，流域面积1276平方千米，多年平均流量32立方米每秒。自然落差314米。水能理论蕴藏量2万千瓦。